# جوفان جوفانوفيتش زماي
جوفان جوفانوفيتش زماي (24 نوفمبر 1833 - 1 يونيو 1904) كان شاعرًا صربيًا.
عمل جوفانوفيتش طبيبًا؛ كتب في العديد من أنواع الشعر، بما فيه الحب، والغنائية، والوطنية، والسياسية، والشبابية، لكنه ظل معروفًا أكثر بشعره للأطفال. دخلت قصائده للأطفال الوعي الوطني الصربي ويغنيها الناس لأطفالهم دون أن يعرفوا من كتبها. ترجم جوفانوفيتش أعمال بعض الشعراء العظماء، مثل الروسيين ليرمونتوف وبوشكين، والألمان غوته وهاينه، والأمريكي لونجفلو.
يُشتق لقب جوفانوفيتش «زماي» (التّنّين) من اجتماع 3 مايو 1848.

## سيرته
ولد زماي في نوفي ساد، التي كانت آنذاك جزءًا من مقاطعة باتش-بودروغ (مملكة هنغاريا، الإمبراطورية النمساوية؛ اليوم في صربيا)، في 24 نوفمبر 1833. كانت عائلته قديمة ونبيلة، ولها جذور في مقدونيا الشمالية الحديثة. جاء والده من عائلة من أصل أروماني، وهو أمر لم يناقشه زماي أو غيره من الناس في عصره، ربما عنى ذلك اندماج عائلته بالكامل. عاشت عائلة جوفانوفيتش في فويفودينا منذ القرن الثامن عشر. شغل والده بافلي منصب عمدة نوفي ساد بعد الثورة المجرية عام 1848، وكان له ثلاثة إخوة كانوا جنودًا ومسؤولين حكوميين ووطنيين صربيين. في طفولته المبكرة، أظهر رغبة في حفظ الأغاني الوطنية الصربية التي كانت تُلقى عليه. بدأ زماي بتأليف القصائد وهو طفل. أنهى المدرسة الابتدائية في المدينة، والتحق بالمدرسة الثانوية في هالاس وبريسبورغ (اليوم براتيسلافا)، ثم درس القانون في أوفنبيست (بودابست)، براغ وفيينا. كانت تلك رغبة والده، ولكن ميوله الخاصة دفعته لدراسة الطب. عاد زماي إلى مدينته الأصلية، حيث تقلد منصبًا رسميًا بارزًا. بعد عام، دفعته غرائزه الشعرية لترك وظيفته ليكرس نفسه بالكامل للعمل الأدبي. في عام 1870، عاد زماي إلى نوفي ساد للعمل طبيبًا، مدفوعًا بمرض السل الذي كانت تعاني منه زوجته وأطفاله.
بدأت مسيرته الأدبية في عام 1849، وفي عام 1852 طبعت قصيدته الأولى في مجلة تُدعى «سربسكي ليتوبيس» (المراجعة السنوية الصربية)؛ وساهم في هذه المجلة وفي مجلات أخرى، لا سيما «نيفن» و«سدميتسا». من تلك الفترة حتى عام 1870، بالإضافة إلى قصائده الأصلية، ترجم العديد من الأعمال لساندور بيتوفي ويانوش أراني إلى الصربية من الهنغارية، ومن الروسية أعمال ليرمونتوف، فضلًا عن بعض الشعراء الألمان والنمساويين. في عام 1861، بدأ بتحرير المجلة الكوميدية «كومارك» (البعوض) بالاشتراك مع جورجي رايكوفيتش. في نفس العام، بدأ مجلة أدبية تُدعى «يافور» وساهم بالعديد من القصائد في هذه المجلات.
في عام 1861، تزوج زماي؛ وخلال السنوات التالية، أنتج سلسلة من القصائد الغنائية تُدعى «جوليتشي»، والتي تظل على الأرجح رائعته الأدبية. في عام 1862، وبأسف شديد، أوقف مجلته «يافور». كان ناشطًا سياسيًا وتعاطف مع أفكار شباب صربيا المتحدة، حركة جذبت العديد من الشخصيات المؤثرة في الحياة العامة الصربية في ستينيات وسبعينيات القرن التاسع عشر.
في عام 1863، انتخب زماي مديرًا لتكيليانوم في بودابست. جدد دراسته للطب في الجامعة وأصبح طبيبًا. كتب زماي الكثير من المقالات حول النظافة والصحة والنظام الغذائي، وعدة أعمال علمية. كرس نفسه لتعليم الشباب الصربي. خلال إقامته في بودابست، أسس الجمعية الأدبية «بريودنيتسا»، وكان رئيسها. في عام 1864، بدأ المجلة الساخرة «زماي» (التنين)، التي اشتهرت لدرجة أن اسمها أصبح جزءًا من اسمه الخاص. في عام 1866، حققت مسرحيته الكوميدية «شاران» نجاحًا كبيرًا. في عام 1870، بدأ العمل طبيبًا. كان أيضًا مناصرًا نشطًا للحرق (حرق جثث الموتى). قامت ماتيكا سربسكا والجمعية الطبية الصربية ونقابة الأدب الصربي بجعل زماي عضوًا كاملًا.